# Curvipennis furculis
Curvipennis furculis är en insektsart som beskrevs av Mao, B. och Z. Zheng 1997. Curvipennis furculis ingår i släktet Curvipennis och familjen gräshoppor. Inga underarter finns listade i Catalogue of Life.